# Folkeafstemningen i Tyskland 1929
En folkeafstemning blev afholdt i Tyskland den 22. december 1929. Den endte som et mislykket forsøg på at indføre en "lov mod slaveri af det tyske folk". Loven, foreslået af tyske nationalister ville formelt gøre Tyskland fri af Versaillestraktaten og gøre det strafbart for tyske embedsmænd til at samarbejde i indsamling af erstatninger. Selv om det blev godkendt af 94,5% af vælgerne der deltog, var valgdeltagelsen kun på 14,9%, en valgdeltagelse på 50% var nødvendig for at lovforslaget ville komme igennem.

## Resultat
| Valg                            | Stemmer    | %     |
| ------------------------------- | ---------- | ----- |
| For                             | 5.838.890  | 94,5% |
| Imod                            | 338.195    | 5,5%  |
| Ugyldige/blanke stemmer         | 131.493    | –     |
| Total                           | 6.308.578  | 100   |
| Registrerede vælgere/deltagelse | 42.323.473 | 14.9% |
| Kilde: Nohlen & Stöver          |            |       |